# Hara (Insel)
Hara (estnisch Hara saar) ist eine estnische Insel. Sie liegt in der nordestnischen Bucht von Hara (Hara laht) zwischen den Halbinseln Juminda und Pärispea. Vom Land ist sie durch einen tiefen aber schmalen Sund getrennt.
Die Größe der Insel beträgt 0,11 km². 

## Natur
Hara ist  mit Nadel- und Mischwald teilweise bewaldet.

## Geschichte
1860 pachtete Voldemar Sörensen die Insel, auf der eine Fischverarbeitung entstand. In der Sörensen-Fabrik wurden die berühmten gesalzenen und geräucherten „Tallinner Sprotten“ in den 1870er Jahren als Dosenware produziert. 1912 wurde diese Industrie von dem estnisch-russischen Industriellen Feodor Malahhov gekauft, dessen Unternehmen bis 1932 auf der Insel tätig war. Fisch wurde von nahe gelegenen Fischern in den Dörfern Virve und Hara gekauft. Die Fabrik besaß 20 Gebäude auf der Insel.
Vor dem  Zweiten Weltkrieg war die Insel ständig von mehreren estnische Familien bewohnt. Sie lebten vor allem von der Fischerei und Fischräucherung. Im Ort gab es eine Gaststätte. 1909 wurde auf der Insel ein Leuchtturm gebaut, der von Voldemar Lindström bis  1939 betreut wurde. Die Insel war auch beliebter Ausflugsort der Tallinner Stadtbevölkerung, die dort einige Sommerhäuser errichtete. 
Das schönste Segelschiff Estlands, der als Viermastschoner getakelte „Tormilind“ (Sturmvogel) wurde 1922 in der Bucht gebaut. Eine estnische Briefmarke (5,5 Estnische Kronen) von 1997 zeigt sie als Barkantine.
Eine Holzbrücke verband Hara nach Süden mit dem Festland.

## Hara Allveelavade Sadam
An der Westküste der Bucht befand sich gegenüber der Insel ein kleiner Hafen. Nach 1945 wurde er durch Nutzung der geeigneten natürlichen Bedingungen (der Hara Sund ist eine sehr tiefe Bucht) zu einer Basis des sowjetischen Forschungs- und Testgeländes für Kriegsschiffe umgewandelt (im Volksmund als Hara-U-Boot-Hafen bekannt). Alle Bewohner mussten Hara verlassen. Die Gebäude wie auch der Leuchtturm der Insel wurden größtenteils zerstört. Zusammen mit dem Festlandhafen, der Militärstadt und der Grenzschutzanlage wurde alles zum militärischen Sperrgebiet erklärt. 
Die heute als Ruinen erhaltenen Anlagen in der Bucht dienten zum Entmagnetisieren von Kriegsschiffen und U-Booten. In der langen Durchfahrt wurde die Magnetisierung gemessen und bei Bedarf durch mehrstündige Passagen über die enormen Spulen in der Bucht entmagnetisiert.  Dadurch wurden die Schiffskörper von Schiffen und U-Booten für Magnetminen unerkennbar gemacht.